# ムーンライト (くずの曲)
「ムーンライト」は、山口智充と宮迫博之によるゆずのパロディ・デュオ、くずのデビュー・シングル。2001年11月7日にポニーキャニオンから発売された。

## 概要
フジテレビ系「ワンナイR&R」エンディングテーマ曲。ジャケットは『ゆずの素』のオマージュである。
2001年7月27日、フジテレビ夏のイベント「お台場どっと混む」でのライブ終了後1000枚の限定盤が販売。
2002年オリコン年間シングルチャート84位。
売上は良好だったが、山口と宮迫は「金があまり入らなかった」と語っている。

## 収録曲

### 通常盤
1. ムーンライト
作詞・作曲：ANIKI　編曲：小倉博和
2. お前からの手紙
作詞・作曲：ANIKI　編曲：小倉博和
3. 赤とんぼ（LIVE IN ワンナイ）
作詞・作曲・編曲：ANIKI

### 限定盤
1. ムーンライト（2:56）
作詞・作曲：山口智充　編曲：小倉博和

## 参加ミュージシャン
- 宮迫博之 - ボーカル
- 山口智充 - アコースティック・ギター、コーラス
  - 小倉博和（山弦） - ベース
  - 三沢またろう - パーカッション